# HNLMS Isaac Sweers
«Ісаак Свірз» (G 83) (нід. HNLMS Isaac Sweers (G 83) — військовий корабель, ескадрений міноносець типу «Джерард Калленбург» Королівських ВМС Нідерландів за часів Другої світової війни.
«Ісаак Свірз» був закладений 26 листопада 1938 року на верфі компанії «Koninklijke Maatschappij De Schelde», у Вліссінгені. 29 травня 1941 року увійшов до складу Королівських ВМС Нідерландів.